# Grégory Christ
Grégory Christ est un footballeur français né à Beauvais le 4 octobre 1982. Il joue au poste de milieu de terrain.

## Carrière
Formé dans sa ville natale, il devient vite un espoir de la région, évoluant avec la réserve de l'AS Beauvais durant les premières années, il est lancé dans le monde pro en 2003 en Ligue 2 contre le FC Metz.
Les choix de l'entraineur d'alors (Baptiste Gentili), et la déchéance du club le font quitter la Picardie pour la région parisienne où il tente de se relancer dans le modeste club du RC Paris qui évolue en CFA .
Ses prestations sont remarquées par le Sporting de Charleroi, club de D1 belge (Jupiler League), qui doit débourser une somme rondelette pour convaincre le club du RCP de le transférer.
Explosant totalement en Belgique, il est suivi par des clubs importants comme le LOSC, RC Lens ou le Grenoble Foot 38, mais prolonge avec Charleroi.
En 2008, après 4 ans en Belgique, il est prêté avec option d'achat au MSV Duisbourg, club allemand de deuxième division, avec pour objectif la montée du club en D1.
Mais le joueur connaît une expérience mitigée : après avoir joué 13 des 15 premières rencontres, il est expulsé pour 4 matches et ne reviendra pas en équipe première. D'autant que, dans le même temps, un changement d’entraîneur est alors effectué par les dirigeants allemands. L'équipe de Duisbourg engrange ensuite un maximum de points et Gregory Christ ne parvient pas à trouver la confiance du nouvel entraîneur.
Le MSV Duisbourg ne lève donc pas l'option d'achat, et, en 2009, le joueur revient à Charleroi où il redevient vite un titulaire indiscutable.
En 2010, l'envie de changer d'air le pousse à partir dans le club de Saint-Trond VV, alors promu en Jupiler League. Néanmoins, après six mois, Grégory quitte une nouvelle fois la Belgique pour la D2 grecque et le club du Panthrakikos FC où il est prêté avec option d'achat. À l'issue de ces six mois, Grégory revient toutefois en Belgique et y retrouve le club de Saint-Trond. Sportivement, cette première saison "pleine" est une catastrophe puisque le club termine largement à la dernière place du championnat avec 19 points. 
Cet échec le motive à découvrir un nouveau pays, la Hongrie, et l'un des clubs de la capitale Budapest, le Újpest FC. Là bas, sans forcer, le joueur est vite considéré comme un « cadre » et commence la saison en tant que titulaire. Après une honorable 9e place, le joueur décide de quitter le club et la Hongrie pour un nouveau challenge.
Sans club durant six mois, il décide de retourner dans le pays qui l'a révélé: la Belgique. Il y rejoint le club du Royal White Star Bruxelles, en division 2.
Ayant pris du poids et n'évoluant plus à son meilleur niveau, le joueur n'est pas conservé par le club bruxellois. Pour rebondir, il n'hésite pas à signer dans la quatrième division belge (promotion) avec Tamines. À l'aise à ce niveau, il ne tarde pas à se faire remarquer par des clubs français plus huppés . Fidèle à Tamines, il poursuit l'aventure une saison supplémentaire mais le club ratant la montée une nouvelle fois, il n'est pas conservé par les dirigeants.
Il rebondit en août 2016 au Royal Olympic Club de Charleroi, toujours en promotion  . Après une bonne première saison qui se solde néanmoins par une non-promotion, le joueur est mois en vue la seconde saison et son contrat n'est pas renouvelé.
Après une arrivée avortée à l'été 2018 il signe à l'Union Entité Chapelloise qui évolue en Povincial 3 à l'intersaison 2019.

## Clubs
- 2001-2003 :  AS Beauvais
- 2003-2004 :  RC Paris
- 2004-2008 :  Sporting de Charleroi
- 2008-2009 :  MSV Duisbourg
- 2009-2010 :  Sporting de Charleroi
- 2010-2011 :  Saint-Trond VV
- 2011 :  Panthrakikos FC
- 2011-2012 :  Saint-Trond VV
- 2012-2013 :  Újpest FC
- 2014 :   Royal White Star Bruxelles
- 2014-2016 :  Royale Jeunesse Sportive Taminoise
- 2016-2018 :  Royal Olympic Club de Charleroi
- 2018- :  Union Entité Chapelloise

## Palmarès
- Champion de CFA (Groupe D) en 2004 avec le RC Paris

## Statistiques
- 6 matchs en Ligue 2
- 160 matchs et 8 buts en Jupiler League
- 11 matchs et 1 but en Bundesliga 2
- 10 matchs en Beta Ethnik
- 27 matchs et 1 but en Nemzeti Bajnokság I